# 秋刀魚の味
『秋刀魚の味』（さんまのあじ）は、1962年（昭和37年）の日本映画。カラー、スタンダードサイズ（1.37:1）、113分。製作・配給：松竹。監督：小津安二郎。芸術祭参加作品。公開翌年の1963年に死去した小津の遺作である。英題は An Autumn Afternoon 。
小津が一貫して取り上げてきた、妻に先立たれた初老の父親と婚期を迎えた娘との関わりが、本作では娘を嫁がせた父親の「老い」と「孤独」というテーマとともに描かれている。
2013年、小津の生誕110年・没後50年を記念して、松竹と東京国立近代美術館フィルムセンターが共同でデジタル修復を行い、第66回カンヌ国際映画祭クラシック部門で上映された。かつて小津の『麦秋』で撮影助手を担当した川又昂が画像修復を監修した。

## あらすじ
大手企業の重役として働いている平山周平（笠智衆）は妻に先立たれ、長女の路子（岩下志麻）、次男の和夫（三上真一郎）と3人で暮らしている。
ある年の秋、路子の上司で、周平の旧友でもある河合（中村伸郎）が周平と会い、婚期を迎えた路子への縁談を持ちかけるが、路子が家を去ることを恐れた周平は「まだそんなこと考えてないんだ」と聞き流す。しかし、クラス会に呼んだ恩師の佐久間（東野英治郎）が独身の娘である伴子（杉村春子）と2人で侘しく暮らしているのを知り、路子の幸福のために結婚させるべきではないかと考え始める。
ある日、周平は路子に「お嫁に行かないか」と声をかけるが、路子は取り合わず、機嫌を損ねる。やがて周平は、路子がひそかに想っている人がいることを知る。相手は長男の幸一（佐田啓二）の会社の同僚である三浦（吉田輝雄）だった。周平に頼まれた幸一が三浦の気持ちを探ると、すでに三浦には婚約者がいることがわかる。一連の話を聞いた路子は部屋にこもって泣く。
路子は河合の話を受け入れて見合いをし、結婚する。婚礼を終えた夜、ひどく酔って帰宅した周平は台所の椅子にひとり寂しく座るのだった。

## キャスト

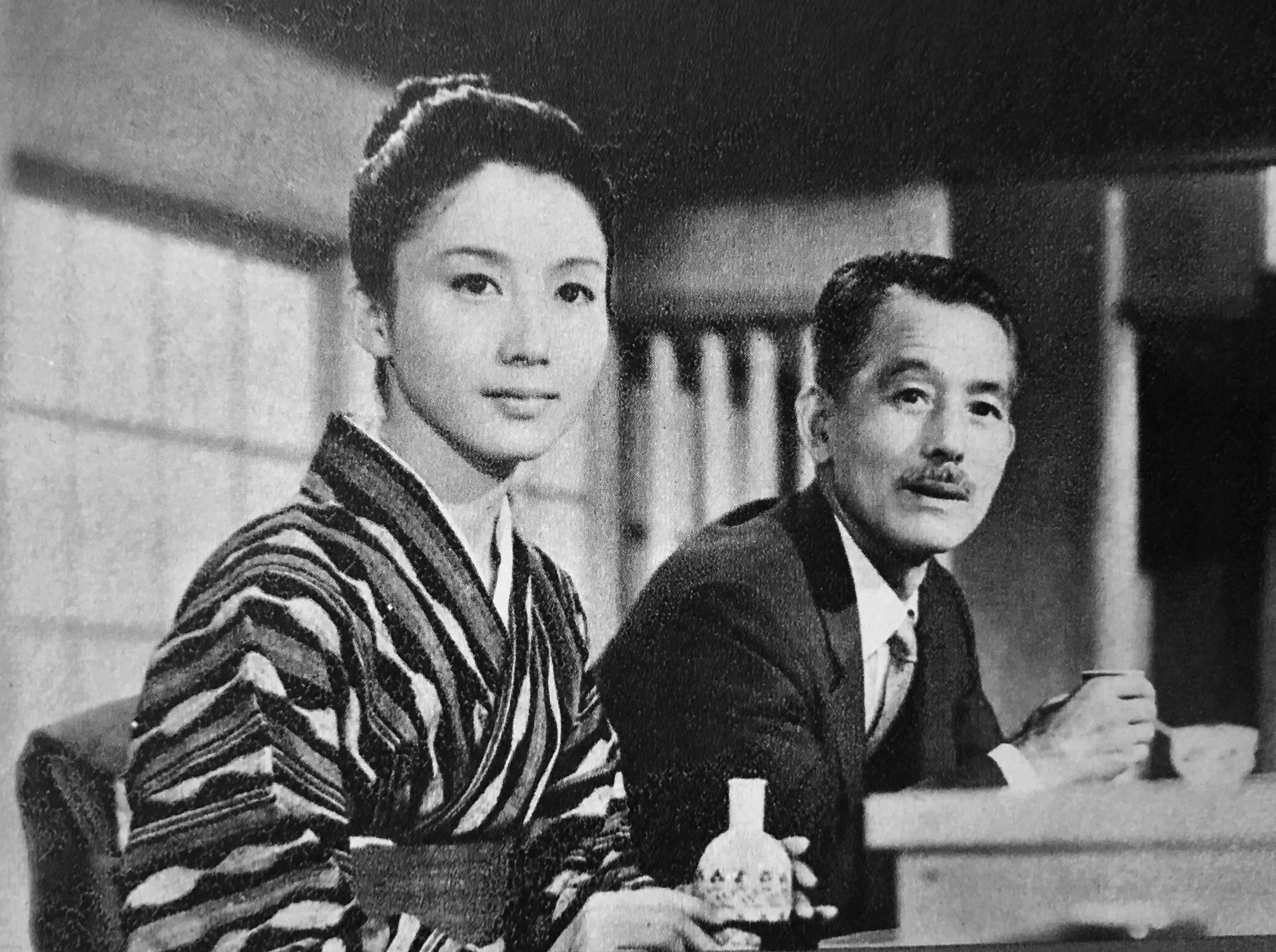
岩下志麻、笠智衆

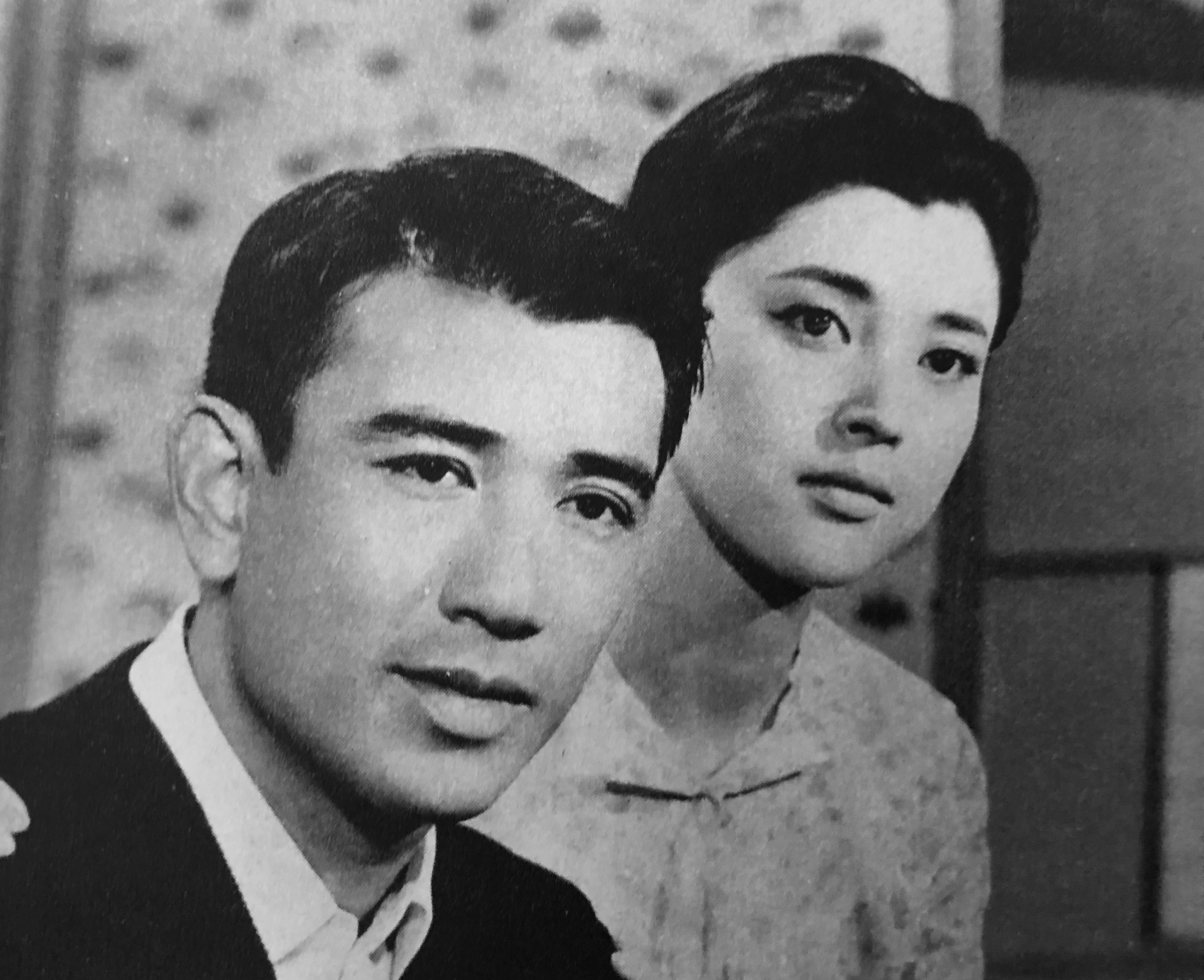
佐田啓二、岡田茉莉子

平山周平：演 - 笠智衆
大企業の重役、元駆逐艦艦長。妻を亡くし、長女と次男の3人で暮らす。
平山路子：演 - 岩下志麻
周平の長女。24歳。父と弟の身の回りの世話をする。
平山幸一：演 - 佐田啓二
周平の長男。路子と和夫の兄。妻とともに新興の団地に住み、自ら夕食を作るなど家事に協力的である。
平山秋子：演 - 岡田茉莉子
幸一の妻。幸一との結婚後も仕事（職業は明示されていない）をやめず、通勤を続けている。
三浦豊：演 - 吉田輝雄
幸一の同僚。
田口房子：演 - 牧紀子
周平の部下のひとり。結婚を機に会社を退職する。
平山和夫：演 - 三上真一郎
周平の次男。学生。幸一と路子の弟。
河合秀三：演 - 中村伸郎（文学座）
周平の旧友。路子の会社の上司で、縁談を持ちかける。
佐久間清太郎：演 - 東野英治郎（俳優座）
周平の旧制中学校時代の恩師。教師時代のあだ名は「ヒョータン」。作中時点では教師をやめ、娘・伴子とともに下町の工業地帯でラーメン店「燕来軒」を営む。
河合のぶ子：演 - 三宅邦子
河合の妻。
「かおる」のマダム：演 - 岸田今日子（文学座）
坂本が通うバーの店主。連れてこられた周平が、亡き妻の若い頃に似ていると感じ、通いつめる。
堀江タマ子：演 - 環三千世
堀江の後妻。
堀江晋：演 - 北竜二
周平の旧友。妻に先立たれたのち、年の離れた若い後妻と再婚したことから、周平にも再婚を薦める。
「若松」の女将：演 - 高橋とよ
周平たちが贔屓にする料理店の女将。河合にからかわれてばかりいる。
「若松」は小津監督作品の『彼岸花』『秋日和』に続いての登場で、高橋とよは両作でも「『若松』の女将」役で出演している。
佐々木洋子：演 - 浅茅しのぶ
周平の秘書。
渡辺：演 - 織田政雄
周平の同窓生。
バーの客：演 - 須賀不二男、稲川善一
バー「かおる」の客。マダムがたわむれに流した『軍艦行進曲』に合わせ、ラジオの大本営発表のものまねをする。
アパートの女：演 - 志賀真津子
幸一・秋子夫妻の隣人。
その他：演 - 山本多美、小町久代、今井健太郎
坂本芳太郎：演 - 加東大介（東宝）
周平の海軍時代の部下。佐久間のラーメン店の近所で自動車修理店を営む。店を訪ねた周平と偶然再会し、「かおる」に連れて行く。
佐久間伴子：演 - 杉村春子（文学座）
佐久間の娘。結婚せず、父親とともにラーメン店「燕来軒」を切り盛りする。佐久間は周平らに「自分の世話をしているうちに婚期を逃した」と語る。
菅井：演 - 菅原通済（特別出演）
周平の同窓生。
緒方：演 - 緒方安雄（特別出演）
周平の同窓生。

## スタッフ
- 監督：小津安二郎
- 脚本：野田高梧、小津安二郎
- 製作：山内静夫
- 撮影：厚田雄春
- 美術：浜田辰雄、荻原重夫
- 音楽：斎藤高順
- 録音：妹尾芳三郎
- 照明：石渡健蔵
- 編集：浜村義康
- 録音技術：石井一郎
- 色彩技術：渡辺旦
- 監督助手：田代幸三
- 撮影助手：老川元薫
- 現像：東京現像所（アグフア松竹カラー）
- 装置：高橋利男
- 装飾：石井勇
- 衣裳：長島勇治
- 録音助手：堀義臣
- 照明助手：本橋昭一
- 進行：金勝稔
- 字幕意匠装画：橋本明治
- 美術工芸品考撰：岡村多聞堂、喜多川
- 衣裳孝撰：浦野染織研究所

## 製作
- 岩下志麻が演じた路子の衣装は、浦野理一が和服を、森英恵が洋服を担当した。衣装選びには小津が立ち会い、生地からブラウスの襟の形にいたるまで、丁寧に時間をかけて検討された[4]。
- 作中で岩下が失恋するシーンは、小津が100回以上撮り直すほどこだわったとされる[5]。

## 評価

### 受賞
- 1962年度の第36回キネマ旬報ベストテンに第8位にランクインされたほか、第17回毎日映画コンクールで東野英治郎が男優助演賞、岸田今日子が女優助演賞、厚田雄春が撮影賞をそれぞれ受賞した。
- 1999年にキネマ旬報社が発表した「映画人が選ぶオールタイムベスト100・日本映画編」では第82位にランクインされた（同じ順位に『砂の女』、『椿三十郎』、『影武者』、『カルメン故郷に帰る』など）。

### 批評
- 「ぴあ映画」は本作を「娘を演じた岩下志麻の快活さも新鮮で、原節子が演じてきたしっとりした感じとは違った味わいがある」と紹介している[6]。
- 「シネマトゥデイ」の那須本康は、笠智衆演じる父親と中村伸郎、北竜二演じる友人たちとの応酬が作品に喜劇味を加えている、と評している[2]。

## テレビドラマ
2003年1月3日にフジテレビ系列で、小津安二郎生誕100周年記念「新春ドラマスペシャル」としてリメイク版が放送された。

### 放送時間
- 金曜21:00 - 23:20（JST）
  - 『金曜エンタテイメント』枠外で放送。

### キャスト（テレビドラマ）
- 平山周平：宇津井健
- 平山路子：財前直見
- 佐久間清太郎：植木等（特別出演）
- 佐久間伴子：泉ピン子（友情出演）
- 「ルパン」のマダム：片平なぎさ
- 平山幸一：佐野史郎
- 平山秋子：余貴美子
- 三浦豊：仲村トオル
- 河合秀三：米倉斉加年
- 堀江晋：井川比佐志
- 堀江タマ子：若村麻由美
- 平山和夫：玉木宏
- 佐々木洋子：小西真奈美
- 岩本多代
- 三上真一郎
- 梅沢昌代
- 福島勝
- 赤城太郎
- 長谷川真弓
- 戸村美智子
- 藤井亜紀
- 廣澤恵
- 黒井元次
- 今野友美
- 弓村まい
- 古賀プロダクション（アナウンス・青嶋達也）

### スタッフ（テレビドラマ）
- 脚本：野田高梧、小津安二郎
  - 加筆：福本義人（共同テレビ）
- プロデューサー：足立弘平（松竹）、高橋萬彦、矢吹東
- 演出：福本義人（共同テレビ）
- 演出補：都築淳一
- 記録：幸縁栄子
- 局系列：FNN
- 制作会社：CX
- 制作協力：共同テレビジョン、松竹
- 企画：永山耕三
- 編成：金井卓也
- 選曲：大貫悦男
- 音響効果：原田慎也
- MA：亀山貴之
- 撮影：川田正幸
- 技術プロデューサー：石井勝浩
- 照明：米田俊一
- 映像：下山一仁
- 音声：片寄正一
- 編集：深沢佳文
- 美術プロデューサー：杉川廣明
- デザイン：根本研二
- 美術進行：吉見邦弘
- 大道具制作：宮本昌和
- 大道具操作：下ノ門勝広
- 装飾：池田護、大津泰雄
- 持道具：和泉直子
- 衣裳：森脇茂
- メイク：森田京子
- 着物スタイリスト：冨田伸明
- スタイリスト：岡のぞみ
- アクリル装飾：中村哲治
- 建具：阿久津正巳
- 電飾：谷口雅彦
- 植木装飾：潟山直希
- 題字：吉川紫暎